# Abd al-Wahid II. ar-Raschid
Abd al-Wahid II. ar-Raschid (arabisch عبد الواحد الرشيد, DMG ʿAbd al-Wāḥid ar-Rašīd, auch Rashid) war der neunte Kalif der Almohaden (1232–1242).
Abd al-Wahid II. ar-Raschid trat die Nachfolge seines Vaters Idris I. al-Mamun (1227–1232) an, unter dessen Herrschaft das Reich durch den Angriff auf die almohadischen Institutionen schwer erschüttert worden war. Eine neue Stabilisierung sollte nicht mehr gelingen. Nach dem Abfall der Hafsiden von Tunis (1229) erklärten diese 1236 offiziell ihre Unabhängigkeit. 
Schon ein Jahr zuvor hatte der Berberstamm der Abdalwadiden in Westalgerien ein unabhängiges Reich mit der Hauptstadt Tlemcen errichtet. In der Folgezeit wurde der Kampf um die Erhaltung des Reiches vor allem in Marokko geführt. Hauptgegner war dabei der Berberstamm der Meriniden/Banu Marin. Nachfolger wurde sein Bruder Ali Abul-Hasan as-Said (1242–1248).